# Nora distrikt, Ångermanland
Nora distrikt är ett distrikt i Kramfors kommun och Västernorrlands län. Distriktet ligger omkring Hornön och Norafjärden i södra Ångermanland. 

## Tidigare administrativ tillhörighet
Distriktet inrättades 2016 och utgörs av Nora socken i Kramfors kommun.
Området motsvarar den omfattning Nora församling hade 1999/2000.

## Tätorter och småorter
I Nora distrikt finns en tätort och en småort.

### Tätorter
- Klockestrand (del av)

### Småorter
- Hornön